# Giovanni Battista Boeri
Giovanni Battista Boeri (Taggia, 10 febbraio 1882 – Roma, 17 gennaio 1957) è stato un politico italiano.

## Biografia
Esperto di diritto commerciale, fu autore di pubblicazioni di carattere giuridico.
Massone, il 26 dicembre 1903 fu iniziato nella Loggia Giuseppe Garibaldi di Imperia e il 19 ottobre 1906 divenne Maestro.
Nel 1912 fu segretario dell'Unione Liberale Democratica.
Nel 1924 fu eletto deputato nella Lista Nazionale Fascista, ma in seguito fece parte dell'opposizione liberale al regime con Orlando, Giolitti e Soleri.
Nel 1927 si ritirò dalla politica.
Nel 1942 fu tra i fondatori del Partito d'Azione e durante la Repubblica di Salò dovette rifugiarsi in Svizzera.
Nel 1945 fu membro della Consulta Nazionale e presiedette la sottocommssione di studio per il progetto della Costituzione.
Lasciato il partito d'Azione, prese parte al XIX Congresso nazionale del Partito Repubblicano Italiano a Bologna del gennaio 1947.
Fu eletto nel collegio di Milano senatore della Repubblica per il PRI nella I Legislatura, dal 18 aprile 1948 al 24 giugno 1953. 
Nel 1957 fu eletto presidente del Consiglio Nazionale Forense.
Era il padre del neurologo Renato Boeri e nonno di Sandro, Stefano e Tito.